# 博罗 (贝拉瓜斯省)
博罗（西班牙語：Boró）是巴拿马贝拉瓜斯省拉梅萨区的一个城市，2010年是人口为1,757。 该市2000年时人口为2,158，1990年时人口为1,959。